# Martin Baturina
Martin Baturina, né le 16 février 2003 à Zürich (Suisse), est un footballeur international croate qui évolue au poste de milieu offensif au Como 1907.

## Biographie

### En club

#### Dinamo Zagreb
Né à Zürich en Suisse, Martin Baturina est formé par l'un des clubs de sa ville d’origine, l'Hajduk Split. Il poursuit toutefois sa formation au Dinamo Zagreb, qu'il rejoint en 2017.
Il joue son premier match en première division, le 16 mai 2021 contre le HNK Gorica. Il entre en jeu et son équipe s'impose par trois buts à zéro.
Il devient Champion de Croatie en 2021, le club étant sacré pour la 22e fois de son histoire.
Baturina poursuit son intégration en équipe première lors de la préparation d'avant saison, lors de l'été 2021. Il se fait remarquer à cette occasion en marquant deux buts contre le NŠ Mura après être entré en jeu, participant à la victoire de son équipe (0-4). Baturina joue son premier match de Ligue des champions le 7 juillet 2021 face au Valur Reykjavik. Il entre en jeu à la place de Kristijan Jakić et son équipe s'impose par trois buts à deux.
Il est de nouveau sacré Champion de Croatie en 2024, le club remportant le 25e titre de son histoire,.

#### Como 1907
Le 16 juin 2025, Martin Baturina s'engage en faveur du club italien du Como 1907. Il paraphe un contrat de cinq saisons, soit jusqu'en juin 2030. Le montant du transfert est estimé à 17 millions d’euros, auxquels pourraient s’ajouter cinq millions d’euros de bonus. 

### En sélection
Martin Baturina joue son premier match avec l'équipe de Croatie espoirs le 8 octobre 2021 contre la Norvège. Il entre en jeu à la place de Lukas Kačavenda et son équipe s'impose par trois buts à deux.
En novembre 2023, Martin Baturina est convoqué pour la première fois avec l'équipe nationale de Croatie par le sélectionneur Zlatko Dalić. Il honore sa première sélection lors de ce rassemblement, le 18 novembre 2023, contre la Lettonie. Il entre en jeu à la place de Luka Modrić et son équipe s'impose par deux buts à zéro,.
Le 20 mai 2024, il figure dans la liste des 26 joueurs croates retenus par Zlatko Dalić pour participer à l'Euro 2024.

## Vie personnelle
Il est le frère de Roko Baturina.

## Palmarès
Dinamo Zagreb
- Championnat de Croatie (4) :
  - Champion : 2021, 2022, 2023 et 2024.